# Assassint a Fresange
Assassint a Fresange o El secret de l'abadia (títol original en francès, Le Secret de l'abbaye) és un telefilm policíac francès dirigit per Alfred Lot a partir d'un guió d'Olivier Berclaz i Jean-Marc Taba i emès, per primera vegada, a Bèlgica el 27 d'abril de 2017 a La Une; a Suïssa, el 28 d'abril a RTS Un, i a França el 3 de juny a France 3 després d'haver estat programat inicialment el 6 de maig. S'ha doblat al valencià per a À Punt amb el títol d'Assassint a Fresange, i al català central per a TV3 amb el nom d'El secret de l'abadia.

## Sinopsi[3]
Es troba el cos d'un home suspès pels peus al cementiri de Montjoier. Alex Lazzari, un policia local, és l'encarregat de la investigació, però ha de fer equip amb Alicia Tirard de la secció d'investigació de Grenoble. La col·laboració comença malament: l'Alex havia arraconat el fill delinqüent de l'Alicia poc abans. Pel que fa a la investigació, no ha identificat directament l'home mort, però l'autòpsia els fa pensar que podria ser un monjo de l'abadia de Notre-Dame d'Aiguebelle, prop del cementiri. El cos està realment identificat: és el frare Yves. La congregació produeix un licor vegetal. Diu la llegenda que un elixir d'immortalitat està a l'origen del licor. La mort del monjo podria estar lligada a la seva activitat dins l'abadia?

## Repartiment
- Bernard Yerlès: Alex Lazzari
- Fabienne Carat: Alicia Tirard
- Slimane Yefsah: Cassard
- Rio Vega: Raphaël, el fill de l'Alicia
- Sophie Rodrigues: Justine Lazarri, l'exdona de l'Alex
- Xavier Mathieu: Olivier Descotes
- Antoine Chappey: Dom Francis

## Rodatge
La pel·lícula, titulada inicialment Bonnaigue o Fresange, va ser rodada entre el 10 de gener i el 7 de febrer de 2017 a Montelaimar, Narbona i Lió. L'abadia de Fontfreda va servir d'escenari per al telefilm.

## Rebuda crítica
Le Figaro evoca un «un thriller ben executat que compta amb un repartiment sòlid», mentre que Moustique la descriu com un «telefilm clàssic però enganxós».